# Segnaletica stradale nei Paesi Bassi
I segnali stradali nei Paesi Bassi sono regolati dal Reglement verkeersregels en verkeerstekens 1990 (Regolamento dei segnali stradali del 1990, solitamente abbreviato RVV 1990); i segnali sono installati a cura degli enti proprietari delle strade ed il testo in essi contenuto è l'olandese.
I segnali dei Paesi Bassi sono suddivisi in 11 categorie (Serie):
1. Segnali per limiti di velocità (Serie A);
2. Segnali di precedenza (Serie B);
3. Segnali di divieto (Serie C);
4. Segnali di obbligo (Serie D);
5. Segnali di parcheggio e sosta (Serie E);
6. Altri obblighi e divieti (Serie F);
7. Segnali di regolazione del traffico (Serie G);
8. Segnali per località (Serie H);
9. Segnali di pericolo (Serie J);
10. Segnali di direzione (Serie K);
11. Segnali di informazione (Serie L)

Agli incroci non regolati da segnaletica stradale o semafori vige la regola generale di dare la precedenza ai veicoli provenienti da destra, a meno che non sia altrimenti specificato.

## Segnali per limiti di velocità (Serie A)
| Segnale olandese | Significato                     | Spiegazione |
|                  | Velocità massima                | Indica la velocità massima in chilometri orari alla quale i veicoli possono procedere immediatamente dopo il segnale.                                              |
|                  | Fine della velocità massima     | Indica la fine del limite sulla velocità massima alla quale i veicoli possono procedere e ripristina il consueto limite di velocità relativo alla strada percorsa. |
|                  | Velocità massima su PMV         | Indica la velocità massima in chilometri orari alla quale i veicoli possono procedere immediatamente dopo il segnale.                                              |
|                  | Velocità consigliata            | Indica la velocità consigliata in chilometri orari alla quale i veicoli possono procedere immediatamente dopo il segnale.                                          |
|                  | Fine della velocità consigliata | Indica la fine del limite sulla velocità consigliata alla quale i veicoli possono procedere.                                                                       |

## Segnali di precedenza (Serie B)
| Segnale olandese | Significato                                                | Spiegazione |
|                  | Strada con diritto di precedenza                           | Indica l'inizio di una strada il cui traffico ha diritto di precedenza.                                                                      |
|                  | Fine della strada con diritto di precedenza                | Indica la fine di una strada il cui traffico ha diritto di precedenza.                                                                       |
|                  | Intersezione con strada che non ha priorità                | Presegnala un incrocio con una strada di minore importanza in cui si ha la precedenza sui veicoli provenienti sia da destra che da sinistra. |
|                  | Intersezione a T sulla sinistra                            | Presegnala un incrocio a T con una strada di minore importanza che non ha diritto di precedenza e che si immette da sinistra.                |
|                  | Intersezione con priorità sulla strada secondaria a destra | Presegnala un incrocio a T con una strada di minore importanza che non ha diritto di precedenza e che si immette da destra.                  |
|                  | Dare precedenza                                            | Prescrive un incrocio in cui è necessario dare precedenza in corrispondenza della linea orizzontale.                                         |
|                  | Fermarsi e dare la precedenza                              | Prescrive l'obbligo di arrestarsi in ogni caso in corrispondenza della striscia trasversale di arresto ad un incrocio e di dare precedenza.  |

## Segnali di divieto (Serie C)
| Segnale olandese | Significato | Spiegazione |
|                  | Divieto di transito | Vieta a tutti i veicoli di entrare in una strada. |
|                  | Divieto di accesso | Vieta di entrare in una strada accessibile invece in un altro senso. |
|                  | Senso unico | Segnala il termine del doppio senso di circolazione all'interno di una carreggiata. |
|                  | Senso unico | Segnala il termine del doppio senso di circolazione all'interno di una carreggiata. |
|                  | Doppio senso di marcia | Segnala la possibilità del doppio senso di marcia all'interno di una carreggiata. |
|                  | Divieto di circolazione ai veicoli a motore con più di due ruote | Vieta il transito a tutti i veicoli a motore con più di due ruote. |
|                  | Divieto di circolazione per i mezzi destinati al trasporto merci | Vieta il transito ai veicoli da trasporto non adibiti al trasporto di persone. |
|                  | Accesso vietato agli autobus | Vieta il transito agli autobus. |
|                  | Divieto di circolazione per i mezzi destinati al trasporto merci ed per gli autobus | Vieta il transito ai veicoli da trasporto non adibiti al trasporto di persone ed agli autobus. |
|                  | Divieto di circolazione ai mezzi agricoli | Vieta il transito a tutti i mezzi agricoli. |
|                  | Divieto di circolazione ai mezzi agricoli, ai veicoli a motore che non che non possono viaggiare oltre i 25 km/h, ai ciclomotori, alle biciclette, alle microcar e alle carrozzine per invalidi | Vieta il transito a tutti i mezzi agricoli, ai veicoli a motore che non che non possono viaggiare oltre i 25 km/h, ai ciclomotori, alle biciclette, alle microcar e alle carrozzine per invalidi. Si noti che, nonostante il segnale in questione riproduca i simboli dei segnali e le restrizioni al transito sono diverse da quelle previste da quest'ultimi due segnali combinati. |
|                  | Divieto di circolazione per i rimorchi | Vieta il transito a tutti i veicoli con un rimorchio. |
|                  | Divieto di circolazione per i motocicli | Vieta il transito a tutti i veicoli a motore con due ruote. |
|                  | Divieto di circolazione ai veicoli a motore ed ai motocicli | Vieta il transito a tutti i veicoli a motore ed ai motocicli. |
|                  | Divieto di circolazione per i ciclomotori | Vieta il transito ai ciclomotori, alle biciclette elettriche ed alle carrozzine per invalidi motorizzate. |
|                  | Divieto di circolazione alle biciclette | Vieta il transito alle biciclette. |
|                  | Divieto di circolazione per i ciclomotori | Vieta il transito ai ciclomotori, a tutte le biciclette ed alle carrozzine per invalidi motorizzate. |
|                  | Accesso vietato ai pedoni | Vieta il transito ai pedoni. |
|                  | Lunghezza massima | Vieta il transito ai veicoli od ai complessi di veicoli di lunghezza superiore alla lunghezza indicata in metri. |
|                  | Larghezza massima | Vieta il transito ai veicoli aventi larghezza superiore a quella indicata in metri. |
|                  | Altezza massima | Vieta il transito ai veicoli aventi altezza superiore a quella indicata in metri. |
|                  | Peso massimo sull'asse | Vieta il transito ai veicoli aventi sull'asse più caricato una massa superiore a quella indicata al momento del transito. |
|                  | Peso massimo | Vieta il transito ai veicoli aventi massa superiore a quella indicata in tonnellate al momento del transito. |
|                  | Divieto di circolazione per i veicoli che trasportano merci pericolose | Vieta il transito ai veicoli che trasportano merci pericolose, come esplosivi, benzina, materie tossiche o radioattive. |
|                  | Accesso vietato ai veicoli che non sono in regola con le norme dell'art. 86d del RVV 1990 | Vieta il transito ai veicoli che non hanno installato il filtro antiparticolato come illustrato nell'art. 86d del RVV 1990 (area ambientale). |
|                  | Fine del divieto di accesso ai veicoli che non sono in regola con le norme dell'art. 86d del RVV 1990                                                                                           | Indica la fine del divieto di transito ai veicoli che non hanno installato il filtro antiparticolato come illustrato nell'art. 86d del RVV 1990 (fine area ambientale). |
|                  | Corsia per la circolazione dei veicoli nell'ora di punta aperta | Indica l'apertura al traffico della corsia di destra per il traffico veicolare durante le ore di punta. |
|                  | Corsia per la circolazione dei veicoli nell'ora di punta da liberare | Indica l'imminente chiusura al traffico della corsia di destra per il traffico veicolare durante le ore di punta. |
|                  | Corsia per la circolazione dei veicoli nell'ora di punta chiusa | Indica la chiusura al traffico della corsia di destra per il traffico veicolare durante le ore di punta. |

## Segnali di obbligo (Serie D)
| Segnale olandese | Significato                                   | Spiegazione |
|                  | Intersezione con percorso rotatorio obbligato | Indica ai conducenti l'obbligo di circolare nel verso antiorario indicato dalle frecce attorno all'area di rotazione. È posto subito prima di una piazza dove si svolge circolazione rotatoria. |
|                  | Passaggio obbligatorio a destra               | Obbliga i conducenti a passare a destra (o a sinistra, in caso di freccia verso sinistra) dell'ostacolo come un cantiere, uno spartitraffico, un salvagente o un'isola di traffico.             |
|                  | Passaggio obbligatorio a destra o sinistra    | Obbliga i conducenti a passare a destra o a sinistra dell'ostacolo come un cantiere, uno spartitraffico, un salvagente o un'isola di traffico.                                                  |
|                  | Direzione obbligatoria dritto                 | Indica che la sola direzione consentita al conducente è quella di andare diritto. |
|                  | Preavviso di direzione obbligatoria a destra  | Preavvisa che la sola direzione consentita al conducente è quella di andare a destra (o a sinistra in caso di freccia verso sinistra).                                                          |
|                  | Circolare diritto o svoltare a destra         | Direzioni consentite a dritto ed a destra (o dritto ed a sinistra in caso di frecce opposte).                                                                                                   |
|                  | Svoltare a destra o a sinistra                | Direzioni obbligatorie a destra ed a sinistra. |

## Segnali di parcheggio e sosta (Serie E)
| Segnale olandese | Significato                                    | Spiegazione |
|                  | Divieto di sosta                               | Vieta la sosta, fermata prolungata (parcheggio) ai veicoli, in quei luoghi dove per regola generale non vige tale divieto.                        |
|                  | Divieto di fermata                             | Vieta la sosta e la fermata o qualsiasi temporanea sospensione della marcia ai veicoli.                                                           |
|                  | Divieto di sosta per ciclomotori e biciclette  | Vieta la sosta, fermata prolungata (parcheggio) alle biciclette ed ai ciclomotori, in quei luoghi dove per regola generale non vige tale divieto. |
|                  | Parcheggio                                     | Indica un parcheggio autorizzato. Consente la sosta a tempo indeterminato salvo indicazioni differenti.                                           |
|                  | Posti riservati ai taxi                        | Consente la sosta unicamente alle auto di trasporto pubblico.                                                                                     |
|                  | Posti riservati ai disabili                    | Consente la sosta e la fermata unicamente alle auto per il trasporto di invalidi.                                                                 |
|                  | Posti riservati al carico e scarico merci      | Consente la sosta e la fermata unicamente mezzi per il tempo strettamente necessario alle operazioni di carico e scarico merci.                   |
|                  | Posti riservati alle automobili                | Consente la sosta e la fermata unicamente alle automobili (ed ai mezzi indicati nel segnale).                                                     |
|                  | Posti riservati ai possessori di permesso      | Consente la sosta e la fermata unicamente ai mezzi con permesso di sosta nella zona in oggetto.                                                   |
|                  | Zona di sosta con disco orario                 | Indica l'inizio di una zona in cui la sosta è consentita per il massimo del tempo indicato nel segnale tramite l'esposizione del disco orario.    |
|                  | Fine della zona di sosta con disco orario      | Indica la fine della zona in cui la sosta è consentita per il massimo del tempo indicato nel segnale tramite l'esposizione del disco orario.      |
|                  | Parcheggio di interscambio                     | Indica un parcheggio dal quale è possibile prendere un mezzo di trasporto pubblico.                                                               |
|                  | Parcheggio riservato alle auto del car pooling | Consente la sosta e la fermata unicamente ai mezzi del car pooling.                                                                               |

## Altri segnali di divieto (Serie F)
| Segnale olandese | Significato                                                                     | Spiegazione |
|                  | Divieto di sorpasso                                                             | Vieta di sorpassare i veicoli a motore con due o più ruote.                                                                                                   |
|                  | Fine divieto di sorpasso                                                        | Indica la fine del divieto a tutti i veicoli di sorpassare i veicoli a motore diversi dai motocicli e dai ciclomotori.                                        |
|                  | Divieto di sorpasso per gli autocarri                                           | Indica il divieto a tutti i veicoli, non adibiti al trasporto di persone, di massa a pieno carico superiore a 3,5 t di sorpassare i veicoli a motore.         |
|                  | Fine del divieto di sorpasso per gli autocarri                                  | Indica la fine del divieto a tutti i veicoli non adibiti al trasporto di persone di massa a pieno carico oltre 3,5 t di sorpassare i veicoli a motore.        |
|                  | Precedenza ai veicoli provenienti in senso inverso                              | Prescrive di dare precedenza ai veicoli provenienti in direzione opposta in una strada a doppio senso che consente il passaggio di una sola fila di veicoli.  |
|                  | Precedenza rispetto al traffico inverso                                         | Indica la precedenza rispetto ai veicoli provenienti in direzione opposta in una strada a doppio senso che consente il passaggio di una sola fila di veicoli. |
|                  | Divieto d'inversione                                                            | Vieta di effettuare un'inversione di marcia. |
|                  | Fine di tutti i divieti imposti tramite segnali stradali                        | Indica la fine di tutti i divieti imposti precedentemente tramite i segnali stradali rimettendo in vigore i limiti di velocità generali.                      |
|                  | Fine di tutti i divieti precedentemente imposti tramite segnali stradali su PMV | Indica la fine di tutti i divieti imposti precedentemente tramite i segnali stradali rimettendo in vigore i limiti di velocità generali.                      |
|                  | Fermarsi per controlli                                                          | Obbliga i conducenti all'arresto per i controlli (od altro) specificati all'interno del segnale.                                                              |

## Segnali di regolazione del traffico (Serie G)
| Segnale olandese | Significato                                        | Spiegazione                                                                 |
|                  | Autostrada                                         | Indica l'inizio di un'autostrada.                                           |
|                  | Fine dell'autostrada                               | Indica la fine di un'autostrada.                                            |
|                  | Strada riservata ai veicoli a motore               | Indica l'inizio di una strada riservata ai veicoli a motore.                |
|                  | Fine strada riservata ai veicoli a motore          | Indica la fine di una strada riservata ai veicoli a motore.                 |
|                  | Strada residenziale                                | Indica l'inizio di una zona residenziale.                                   |
|                  | Fine della strada residenziale                     | Indica la fine di una zona residenziale.                                    |
|                  | Percorso pedonale                                  | Indica un percorso riservato ai pedoni.                                     |
|                  | Fine percorso pedonale                             | Indica la fine del percorso riservato ai pedoni.                            |
|                  | Strada per animali da sella                        | Indica l'inizio di un percorso riservato agli animali da sella.             |
|                  | Fine della strada per animali da sella             | Indica la fine del percorso riservato agli animali da sella.                |
|                  | Pista ciclabile                                    | Indica l'inizio di un percorso riservato alle biciclette.                   |
|                  | Fine della pista ciclabile                         | Indica la fine del percorso riservato alle biciclette.                      |
|                  | Percorso per biciclette e per ciclomotori          | Indica l'inizio di un percorso riservato alle biciclette ed ai ciclomotori. |
|                  | Fine del percorso per biciclette e per ciclomotori | Indica la fine del percorso riservato alle biciclette ed ai ciclomotori.    |
|                  | Pista ciclabile opzionale                          | Indica l'inizio di un percorso riservato alle biciclette opzionale.         |
|                  | Fine della pista ciclabile opzionale               | Indica la fine del percorso riservato alle biciclette opzionale.            |

## Segnali per località (Serie H)
| Segnale olandese | Significato       | Spiegazione                           |
|                  | Inizio del comune | Indica l'inizio di un centro abitato. |
|                  | Fine del comune   | Indica la fine di un centro abitato.  |

## Segnali di pericolo (Serie J)
I segnali di pericolo nei Paesi Bassi hanno sfondo bianco ed una classica forma triangolare.
| Segnale olandese | Significato                                                            | Spiegazione |
|                  | Strada deformata                                                       | Segnala un tratto di strada in cattivo stato o con pavimentazione irregolare. |
|                  | Curva pericolosa a destra                                              | Presegnala un tratto di strada non rettilineo pericoloso per la limitata visibilità o per caratteristiche del tracciato (curva stretta a destra). |
|                  | Curva pericolosa a sinistra                                            | Presegnala un tratto di strada non rettilineo pericoloso per la limitata visibilità o per caratteristiche del tracciato (curva stretta a sinistra). |
|                  | Doppia curva pericolosa, la prima a destra                             | Presegnala una doppia curva, di cui la prima a destra. |
|                  | Doppia curva pericolosa, la prima a sinistra                           | Presegnala una doppia curva, di cui la prima a sinistra. |
|                  | Salita ripida                                                          | Presegnala un tratto di strada in forte salita secondo il senso di marcia. La pendenza è espressa in percentuale. |
|                  | Discesa pericolosa                                                     | Presegnala un tratto di strada in discesa secondo il senso di marcia. La pendenza è espressa in percentuale. |
|                  | Intersezione                                                           | Presegnala un incrocio in cui vige la regola generale di dare la precedenza a destra. |
|                  | Intersezione con circolazione rotatoria                                | Segnala, sulle strade urbane e extraurbane, una intersezione regolata da circolazione rotatoria. |
|                  | Passaggio a livello con barriere                                       | Segnala un passaggio a livello con barriere. |
|                  | Passaggio a livello senza barriere                                     | Segnala un passaggio a livello senza barriere. |
|                  | Incrocio con un passaggio a livello senza barriere                     | Segnala un passaggio a livello senza barriere con un solo binario, ed invita quindi i conducenti alla massima prudenza, invitandoli a fermarsi immediatamente se fossero attive le due luci rosse lampeggianti e/o il segnale acustico che indicano l'avvicinarsi del treno.   |
|                  | Incrocio con un passaggio a livello senza barriere a più di un binario | Segnala un passaggio a livello senza barriere con più di un binario, ed invita quindi i conducenti alla massima prudenza, invitandoli a fermarsi immediatamente se fossero attive le due luci rosse lampeggianti e/o il segnale acustico che indicano l'avvicinarsi del treno. |
|                  | Attraversamento di tram                                                | Segnala attraversamento tranviario. |
|                  | Ponte mobile                                                           | Presegnala una struttura stradale mobile comunque manovrabile. |
|                  | Lavori                                                                 | Presegnala cantieri di lavori in corso, depositi temporanei di materiale, presenza di macchinari adibiti ai lavori stradali. |
|                  | Strettoia                                                              | Segnala un restringimento pericoloso della carreggiata. |
|                  | Strettoia asimmetrica a destra                                         | Segnala un restringimento pericoloso della carreggiata posto sul lato destro. |
|                  | Strettoia asimmetrica a sinistra                                       | Segnala un restringimento pericoloso della carreggiata posto sul lato sinistro. |
|                  | Strada sdrucciolevole                                                  | Presegnala un tratto di strada che in particolari condizioni climatiche od ambientali può diventare sdrucciolevole. |
|                  | Bambini                                                                | Segnala luoghi frequentati da bambini, come le scuole, i giardini pubblici, i campi di gioco e simili. |
|                  | Attraversamento pedonale                                               | Segnala l'avviciarsi di un passaggio pedonale segnalato sulla carreggiata. |
|                  | Pedoni                                                                 | Segnala la possibilità di incontrare pedoni sulla carreggiata. |
|                  | Attraversamento ciclabile                                              | Presegnala attraversamento di ciclisti contraddistinto da appositi segni sulla carreggiata. |
|                  | Ghiaia                                                                 | Presegnala la presenza di pietrisco, di materiale minuto o granaglia che può essere proiettato a distanza o scagliato in aria dai veicoli in transito. |
|                  | Sbocco su argine o molo                                                | Presegnala il pericolo di caduta in acqua. |
|                  | Attraversamento di animali selvatici                                   | Presegnala un tratto di strada con probabile improvvisa presenza od attraversamento di animali selvatici. |
|                  | Attraversamento di animali domestici                                   | Presegnala un tratto di strada con probabile improvvisa presenza od attraversamento di animali domestici. |
|                  | Doppio senso di circolazione                                           | Segnala un tratto di strada che da senso unico diventa a doppio senso. |
|                  | Passaggio di aeroplani a bassa quota                                   | Presegnala la possibilità di improvvisi forti rumori o abbagliamenti dovuti ad aeroplani a bassa quota. |
|                  | Vento laterale                                                         | Presegnala la possibilità di forti raffiche di vento laterale. |
|                  | Semaforo                                                               | Presegnala un impianto semaforico posto su strade sia urbane che extraurbane. |
|                  | Coda                                                                   | Presegnala un tratto di strada in cui è in atto un forte rallentamento od una coda del traffico. |
|                  | Possibilità di incidenti                                               | Segnala la possibilità di incorrere in incidenti stradali per la particolare conformazione della sede stradale. |
|                  | Visibilità ridotta                                                     | Segnala la possibilità di incorrere in un tratto stradale con visibilità ridotta a causa di nebbia, pioggia o neve. |
|                  | Rischio di neve o ghiaccio                                             | Segnala la possibilità di incorrere in un tratto stradale con formazione di ghiaccio o neve. |
|                  | Altri pericoli                                                         | Segnala un pericolo diverso da quelli indicati negli altri segnali di pericolo, con la possibilità di indicare nel pannello integrativo il tipo di pericolo in questione. |
|                  | Dosso                                                                  | Segnala un'anomalia altimetrica convessa della strada che limita la visibilità. |

## Segnali di direzione (Serie K)
| Segnale olandese | Significato                                                          | Spiegazione |
|                  | Conferma autostradale                                                | Indica le località raggiungibili tramite l'autostrada che si sta percorrendo, le loro distanze ed il numero dell'arteria.              |
|                  | Presegnalazione di uscita autostradale                               | Indica le direzioni raggiungibili alla prossima uscita lungo un'autostrada.                                                            |
|                  | Presegnalazione di area di servizio autostradale                     | Indica la distanza dell'uscita per l prossima area di servizio lungo un'autostrada.                                                    |
|                  | Presegnalazione di direzioni su autostrada                           | Indica le direzioni raggiungibili al prossimo incrocio lungo un'autostrada e posto a scavalco sopra la carreggiata.                    |
|                  | Presegnalazione di direzioni su strada extraurbana                   | Indica le direzioni raggiungibili al prossimo incrocio su strada extraurbana.                                                          |
|                  | Cartello indicatore su strada extraurbana principale                 | Indica le direzioni raggiungibili al prossimo incrocio lungo una strada extraurbana principale.                                        |
|                  | Direzione per biciclette o ciclomotori                               | Indica le direzioni raggiungibili per biciclette o ciclomotori.                                                                        |
|                  | Direzione avanzata per biciclette o ciclomotori                      | Indica le direzioni raggiungibili al prossimo per biciclette o ciclomotori (in corsivo gli itinerari alternativi).                     |
|                  | Preavviso di deviazione                                              | Preavvisa una deviazione lungo la strada che si sta percorrendo (le località oggetto della deviazione sono quelle indicate in giallo). |
|                  | Presegnalazione di direzioni su strada urbana                        | Indica le direzioni raggiungibili al prossimo incrocio su strada urbana.                                                               |
|                  | Utilizzo delle corsie in un incrocio                                 | Indica la canalizzazione che si ha nel prossimo incrocio con le direzioni raggiungibili dalle varie corsie.                            |
|                  | Presegnalazione di direzione in un centro residenziale o commerciale | Indica le singole attività o località raggiungibili all'interno del centro residenziale o commerciale in cui è posto.                  |
|                  | Presegnalazione di direzione in un centro residenziale o commerciale | Indica i numeri civici raggiungibili all'interno del centro residenziale o commerciale in cui è posto.                                 |
|                  | Itinerario per merci pericolose                                      | Indica l'itinerario da seguire per i veicoli che trasportano merci pericolose.                                                         |

## Segnali di informazione (Serie L)
| Segnale olandese | Significato                                                               | Spiegazione                                                                                                  |
|                  | Altezza disponibile al sottopassaggio                                     | Indica l'altezza disponibile al prossimo sottopassaggio.                                                     |
|                  | Passaggio pedonale                                                        | Indica un attraversamento pedonale non regolato da semaforo e non in corrispondenza di un incrocio stradale. |
|                  | Fermata di autobus                                                        | Segnala una fermata di autobus.                                                                              |
|                  | Fermata di tram                                                           | Segnala una fermata di tram.                                                                                 |
|                  | Utilizzo delle corsie in un incrocio                                      | Indica la canalizzazione che si ha nel prossimo incrocio.                                                    |
|                  |                                                                           | |
|                  | Riduzione delle corsie disponibili                                        | Indica una riduzione delle corsie disponibili.                                                               |
|                  | Corsia a termine                                                          | Indica che la corsia più a destra termina con la prossima uscita.                                            |
|                  | Utilizzo delle corsie                                                     | Indica l'utilizzo delle corsie disponibili.                                                                  |
|                  | Strada senza uscita                                                       | Indica una strada senza uscita per tutti i veicoli.                                                          |
|                  | Preavviso di strada senza uscita                                          | Preavvisa una strada senza uscita per tutti i veicoli.                                                       |
|                  | Divieto di accesso agli autocarri a destra                                | Indica che al prossimo incrocio è vietata la svolta agli autocarri.                                          |
|                  | Divieto di uso della corsia a sinistra per i mezzi più larghi di 2 metri  | Indica il divieto dell'uso della corsia a sinistra per i mezzi più larghi di 2 metri.                        |
|                  | Divieto di uso della corsia sottostante per i mezzi più larghi di 2 metri | Indica il divieto dell'uso della corsia sotto cui il segnale è posto per i mezzi più larghi di 2 metri.      |
|                  | Galleria                                                                  | Indica l'inizio di una galleria e la eventuale lunghezza.                                                    |
|                  | Piazzuola di fermata                                                      | Indica una piazzola dove è consentita la fermata di veicoli.                                                 |
|                  | Piazzuola di fermata per veicoli in panne                                 | Indica una piazzola dove è consentita la fermata di veicoli in panne.                                        |
|                  | Telefono di emergenza                                                     | Indica la presenza di un telefono di emergenza.                                                              |
|                  | Estintore                                                                 | Indica la presenza di un estintore.                                                                          |
|                  | Estintore e telefono di emergenza                                         | Indica la presenza di un estintore ed un telefono di emergenza.                                              |
|                  | Direzione e distanza per l'uscita di emergenza                            | Indica la distanza e la direzione per la più vicina uscita di emergenza.                                     |